# Karolina Keyzer
Karolina Keyzer, född 14 mars 1966 i London, är en svensk arkitekt. Keyzer tjänstgjorde som Stockholms stadsarkitekt 2010-2016.

## Biografi

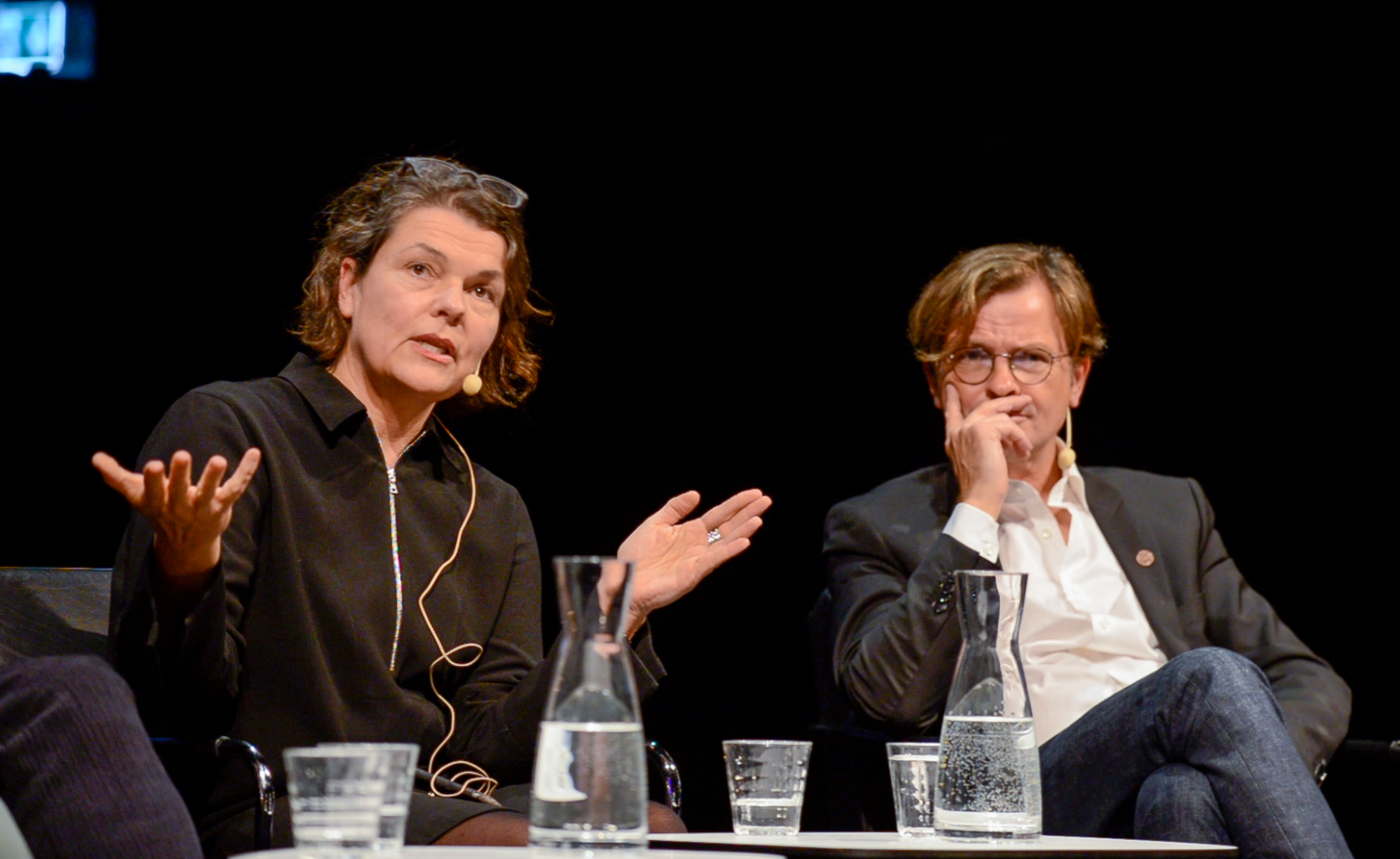
Karolina Keyzer under debatten Är modern arkitektur ful? på Kulturhuset i Stockholm 2018. Albert Svensson, arkitekt, vice ordförande Arkitekturupproret lyssnar. (Bild ur film)

Karolina Keyzer föddes i London, där hon bodde ett år innan familjen flyttade till Düsseldorf, Amsterdam, Saltsjö Duvnäs, Sollentuna och slutligen till Stockholm. Redan som 22-åring arbetade hon på Ove Hidemark Arkitektkontor och senare hos Rosenbergs Arkitekter. År 1992 började hon sin utbildning till arkitekt vid KTH i Stockholm. 1997 kom hon till Wingårdh arkitektkontor.
Ett av Karolina Keyzers nyare projekt hos Wingårdh arkitektkontor var Victoria Tower i Kista. Det är ett 35 våningar högt hotell- och kontorskomplex. Tornet invigdes den 15 september 2011 och är den tredje högsta byggnaden i Stockholm. Senast var hon ansvarig för arbetet med fotbollshotellet vid Friends arena, som belönades med Solna stadsmiljöpris år 2013.
Karolina Keyzer innehade tjänsten som Stockholms stadsarkitekt mellan åren 2010 till 2016 och var den första kvinnan som innehaft posten. Hon blev därmed den 18:e i raden där Nicodemus Tessin d.ä. var den förste mellan åren 1661 och 1681. Som Stadsarkitekt hade Karolina Keyzer en ganska fri roll, som gick ut på att se till att det som byggdes i Stockholm skulle ha tillräcklig arkitektonisk kvalitet. 
Hon hade ingen egen avdelning i Stockholms stadsbyggnadskontor utan arbetade under stadsbyggnadsdirektörens stab. Hon har betonat att under hennes tid som stadsarkitekt har Stockholm gått från frimärksplanering till ett mer övergripande perspektiv och att man nu har en arkitekturstrategi som arbetas in i översiktsplanen. Hon har drivit på för att befästa att utformningen av de offentliga rummen har betydelse för en socialt hållbar och attraktiv stad. – Det är inte längre fokus på de enskilda objekten, om husen är randiga eller vilken färg de har, utan man diskuterar vad byggnaderna bidrar med för kvaliteter på platsen.
Sedan 2016 driver hon egen arkitekturfirma i Stockholm, Office Karolina Keyzer + friends (OKK+), med förankring i traditionell byggnadskonst där arbetet sker från stadsplanering, offentliga rum till enskilda byggnader, inredning och design.